# Elleboogse en Stompwijkse Verlaten
Het waterschap De Elleboogse en Stompwijkse Verlaten was een waterschap in de Nederlandse provincie Zuid-Holland, in de gemeenten Leidschendam en Zoetermeer.
Het waterschap was ontstaan in 1869. Het Elleboogse Verlaat was gesticht rond 1615, het Stompwijkse Verlaat in 1672. Beide vielen direct onder het bestuur van het Hoogheemraadschap van Rijnland. In 1869 werden ze tot een apart waterschap gecombineerd. In 1963 kwamen ze weer onder Rijnland, maar van 1981-2005 vielen ze onder het waterschap de Ommedijck. Sinds 2005 vallen ze  weer onder Rijnland.